# 釜清水站
釜清水站（日语：／ Kamashimizu eki */?）是位於石川縣白山市釜清水町，北陸鐵道金名線的鐵路車站（廢站）。

## 概要

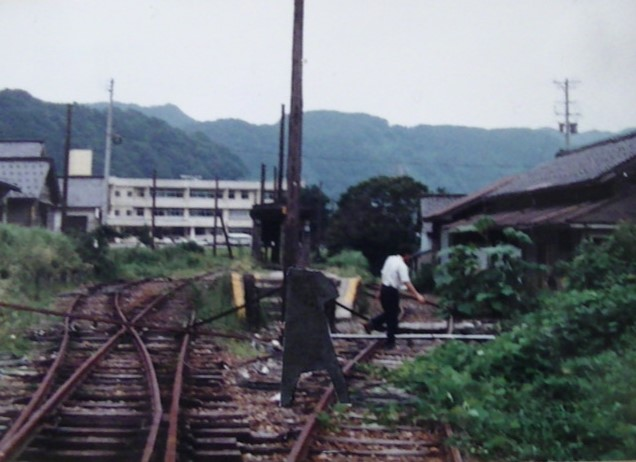
站內（1987年8月）

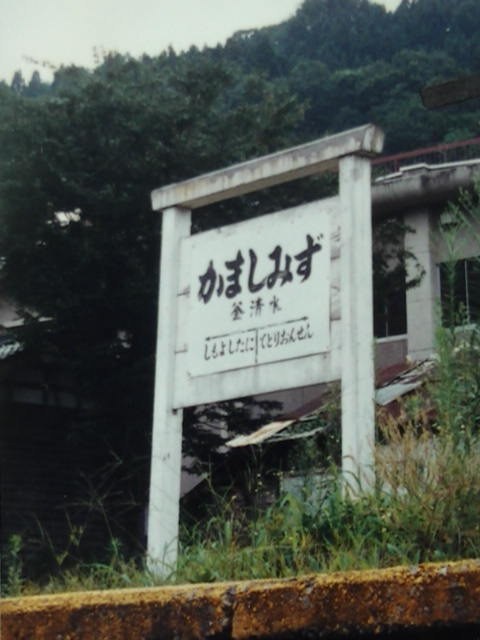
站名牌（1987年8月）

在廢站前，站內設有1面2線的島式月台和1條側線。在加賀一之宮至白山下之間唯一可列車交會的地方。此站設有閉塞。此站會有車輛作夜間停泊，也有乘務員於此站休息。在1978年12月17日時間表修正時，從野町出發的尾班車到達白山下後（晚上9時50分），會返回此站停泊。翌日會列車會回到白山下，於早上6時20分開出首班車。
在1984年，一日平均上下車人次為98人。
車站名稱取自地名，而地名是取自弘法池的坑洞湧出清水。車站也靠近舊鳥越村公所所在地別宮地區。

## 歷史
- 1926年（大正15年）2月1日：金名鐵道開設此站[3]。
- 1943年（昭和18年）10月13日：金名鐵道合併為北陸鐵道，成為北陸鐵道金名線車站。
- 1956年（昭和31年）8月15日：下行新設本線[1]。
- 1983年（昭和58年）10月31日：由於暴雨，使大日川橋樑橋腳周邊的基岩倒塌，大日川站至白山下之間暫停營業，此站也暫停營業。
- 1984年（昭和59年）
  - 3月11日：暫停的路段重開，此站重開。
  - 12月12日：由於手取川橋樑（日语：金名橋）處於一個危險狀態。當天起加賀一之宮至白山下之間的金名線全線暫停營業，此站也暫停營業。
- 1987年（昭和62年）4月29日：金名線在沒有重開情況下全線廢除，此站也被廢除[3]。

## 相鄰車站
北陸鐵道
金名線
手取溫泉－釜清水－下吉谷

## 注腳
1. 1 2 3 4  RM LIBRARY 231 北陸鉄道金名線（寺田裕一，著：Neko出版　2018年11月1日初版）p.36 - 37
2. ↑  RM LIBRARY 231 北陸鉄道金名線（寺田裕一，著：Neko出版　2018年11月1日初版）p.4 - 5「1978年12月17日改正石川総線（平日）列車運行図表」
3. 1 2  今尾惠介. . 日本: 新潮社. 2008年10月18日: 32. ISBN 9784107900241.

## 相關項目
- 日本鐵路車站列表 Ka